# Danny Trejo
Dan „Danny” Trejo (pronunție în spaniolă [ˈtɾexo]; n. 16 mai 1944, Echo Park, Los Angeles, California) este un actor american de film, cel mai cunoscut pentru numeroasele sale roluri de personaje negative, de mexicani și de americani nativi.

## Biografie

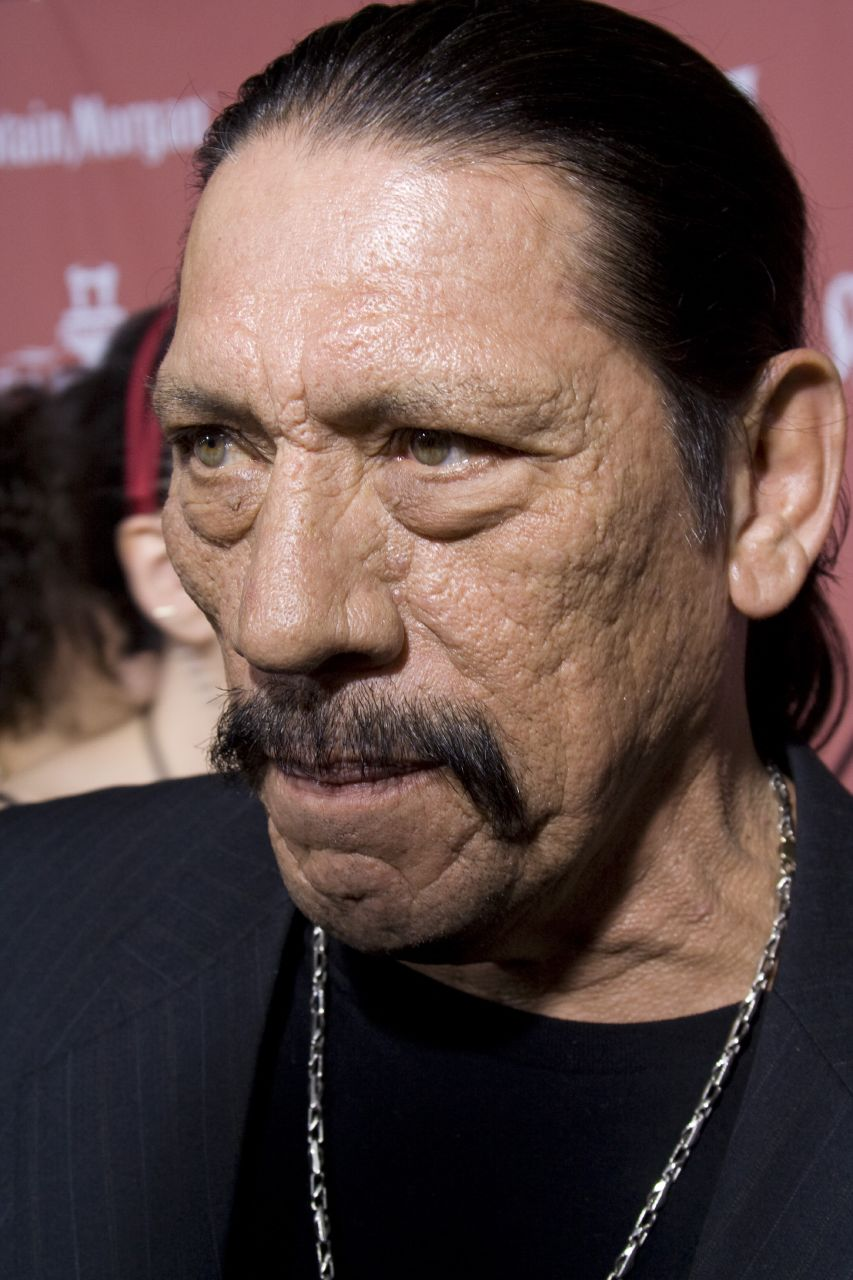
Danny Trejo în 2007

Danny Trejo s-a născut într-o familie de americani mexicani din Los Angeles. Tatăl său, Dan Trejo, era muncitor în construcții. Mama sa este Alice Rivera. Este văr de al doilea cu regizorul american Robert Rodriguez cu care a colaborat de-a lungul carierei sale actoricești.
Ca adolescent, Danny a comis pe străzi numeroase infracțiuni mărunte și în cele din urmă a devenit dependent de heroină. A fost arestat de mai multe ori și judecat ca infractor minor. Străzile l-au ajutat să-și dezvolte talentul său pentru box, ajungând să se gândească să facă carieră profesională în acest domeniu.  Dar planurile sale în acest sens au fost distruse de perioadele lungi de detenție. A petrecut 11 ani în închisoare pentru jaf  și posesie de droguri. În timp ce era în închisoare, Trejo a devenit campion de box în competiția organizată de penitenciarele de stat. În același timp, Danny a intrat în programul de reabilitare în 12-pași, reușind să scape de dependența față de droguri.
În prezent, Danny declară că joaca de-a infractorii în rândul tinerilor trebuie evitată pentru că este doar o metodă rapidă și sigură de a ajunge în închisoare sau la cimitir.

## Carieră
A debutat în film în 1985,  în rolul unui boxer din pelicula Runaway Train regizată de Andrei Koncealovski.

## Filmografie selectivă
- Obsesia (Heat) (1995)
- Desperado (1995)
- Infernul (1999)
- A fost odată în Mexic - Desperado 2 (2003)
- Macete (Machete) (2010)
- Predators (2010)
- A Very Harold & Kumar Christmas (2011)
- Machete Kills (2013)
- Dead in Tombstone (2013)
- Miami Bici 2 (2023)